# AMPヌクレオシダーゼ
AMPヌクレオシダーゼ(AMP nucleosidase、EC 3.2.2.4)は、以下の化学反応を触媒する酵素である。

## 概要
アデノシン一リン酸 + 水{\displaystyle \rightleftharpoons }D-リボース-5-リン酸 + アデニン
従って、この酵素は、アデノシン一リン酸と水の2つの基質、D-リボース-5-リン酸とアデニンの2つの生成物を持つ。
この酵素は加水分解酵素、特にN-グリコシル化合物を分解するグリコシダーゼに分類される。系統名はAMPホスホリボヒドロラーゼ(AMP phosphoribohydrolase)である。アデニル酸ヌクレオシダーゼ等と呼ばれることもある。プリンの代謝に関与している。

## 構造
2007年末時点で、5つの構造が解かれている。蛋白質構造データバンクのコードは、1T8R、1T8S、1T8W1T8Y、2GUWである。